# Thorsager Station
Thorsager Station er en letbanestation og tidligere jernbanestation i byen Thorsager på Djursland i Østjylland. Stationen ligger på Grenaabanen mellem Aarhus og Grenaa, der siden 2019 er en del af Aarhus Letbane.

## Historie
Jernbanestationen blev nedlagt som en af sytten stationer landet over ved køreplansskiftet 23. maj 1971. Årsagen var dels faldende passagertal og dels generelle indskrænkninger på sidebanerne. Efterfølgende blev der kæmpet lokalt for en genåbning af stationen men i mange år uden held.
27. august 2016 blev Grenaabanen lukket for ombygning til letbane. Umiddelbart var det dog ikke givet, at det ville medføre stop i Thorsager igen, men Folketinget havde afsat de nødvendige penge, så der kunne anlægges et trinbræt, hvis det ønskedes. Det besluttede Syddjurs Kommune så sidst i 2016, at der skulle. Staten betalte for anlæggelsen, mens kommunen sørgede for de nødvendige adgangsveje. Men da der var udsigt til flere borgere i området, ønskede kommunen at opgradere trinbrættet til en station med stop for alle tog. Der blev efterfølgende arbejdet på finansieringen af stationen, der endte med at komme til at koste staten ca. 7 mio. kr. Det første spadestik blev foretaget af den lokale politiker Thøger Pauli og Klaus Bertram Mikkelsen fra Thorsager Distriktsråd 6. november 2017.
Det var forventet, at Grenaabanen ville genåbne som en del af Aarhus Letbane i begyndelsen af 2018, men på grund af manglende sikkerhedsgodkendelse blev genåbningen udskudt på ubestemt tid. Godkendelsen forelå 25. april 2019, og genåbningen af banen fandt sted 30. april 2019. Thorsager åbnede dog ikke i første omgang, fordi denne og Hessel ikke var med i den første godkendelsen af Grenaabanen. Først et par måneder efter forelå den nødvendige godkendelse af de to stationer, hvorefter de kunne tages i brug 9. juli 2019.